# أوبري ماكورميك
أوبري ماكورميك (بالإنجليزية: Aubrey McCormick)‏ هي لاعبة غولف أمريكية، ولدت في 24 يونيو 1982 في أورلاندو في الولايات المتحدة.

## وصلات خارجية
- الموقع الرسمي